# Jesus, o Justo
Jesus, dito  o Justo, conhecido como "Jesus, chamado de Justo", (do grego Ιησούς χω λεγόμενος Ιουστος Iesous ho legomenos Ioustos), é um personagem citado por Paulo de Tarso em sua Epístola aos Colossenses 4:11.
| “ | «Saúda-vos Aristarco, meu companheiro de prisão, e Marcos, primo de Barnabé (a respeito do qual recebestes instruções; se for ter convosco, recebei-o), e Jesus, que se chama Justo, os quais são da circuncisão. Estes unicamente são os meus cooperadores para o reino de Deus, os quais se têm tornado a minha consolação.» (Colossenses 4:10–11) | ” |

Geralmente, acredita-se que Paulo escreveu Colossenses na prisão em Roma, provavelmente durante o ano 50. As demais pessoas citadas por Paulo são Aristarco e Marcos, primo de Barnabé. O nome "Jesus" não era incomum na época de Jesus de Nazaré, como era uma forma do nome Antigo Testamento Josué (Yeshua ישוע). O nome extra "Justo" provavelmente era para distingui-lo de seu Mestre.
Jesus, o Justo não é mencionado em uma passagem semelhante na Epístola a Filemon, enquanto Aristarco, Lucas, Epafras e Marcos são novamente explicitamente nomeados por Paulo:
| “ | «Epáfras, meu companheiro de prisão em Cristo Jesus, te saúda, assim como Marcos, Aristarco, Demas e Lucas, meus companheiros de trabalho.» (Filemom 1:23–24) | ” |